# Ocypode ceratophthalmus
Crabe fantôme cornu
Espèce
Synonymes
- Cancer arenarius Toreen in Osbeck, 1765[1]
- Cancer caninus Herbst, 1782[1]
- Cancer ceratophthalmus Pallas, 1772[1]
- Cancer francisci Curtiss, 1938[1]
- Ocipode Urvillei Guérin, 1829 (in Guérin, 1829-1838)[1]
- Ocypoda Macleayana Hess, 1865[1]
- Ocypode Urvillii Guérin, 1830 (in Guérin, 1829-1830)[1]
- Ocypode brevicornis var. longicornuta Dana, 1852[1]
- Ocypode longicornuta Dana, 1852[1]

Ocypode ceratophthalmus, communément appelé le Crabe fantôme cornu, est une espèce de crabes amphibies de la famille des Ocypodidae, qui vit sur les plages tropicales de l'Indo-Pacifique.

## Systématique
L'espèce Ocypode ceratophthalmus a été initialement décrite en 1772 par le naturaliste allemand Peter Simon Pallas (1741-1811) sous le protonyme de Cancer ceratophthalmus.

## Description
L'adulte mesure de 5 à 8 cm de largeur de carapace, soit au maximum la taille d'une main. La carapace imite la couleur du sable (de blond à gris sombre), mais les articulations sont jaunes et les pinces sont plus claires et granuleuses. Comme tous les autres crabes de son genre, il possède une pince plus grande que l'autre.
Cette espèce se distingue par ses yeux pédonculés (articulés et rétractiles) prolongés par de longues excroissances sombres chez les mâles adultes. Ce trait existe chez quelques autres espèces du genre Ocypode (Ocypode brevicornis, O. gaudichaudii...) mais aucune ne les a si longues, avec chez les mâles matures une légère courbure en S et une pointe effilée. 

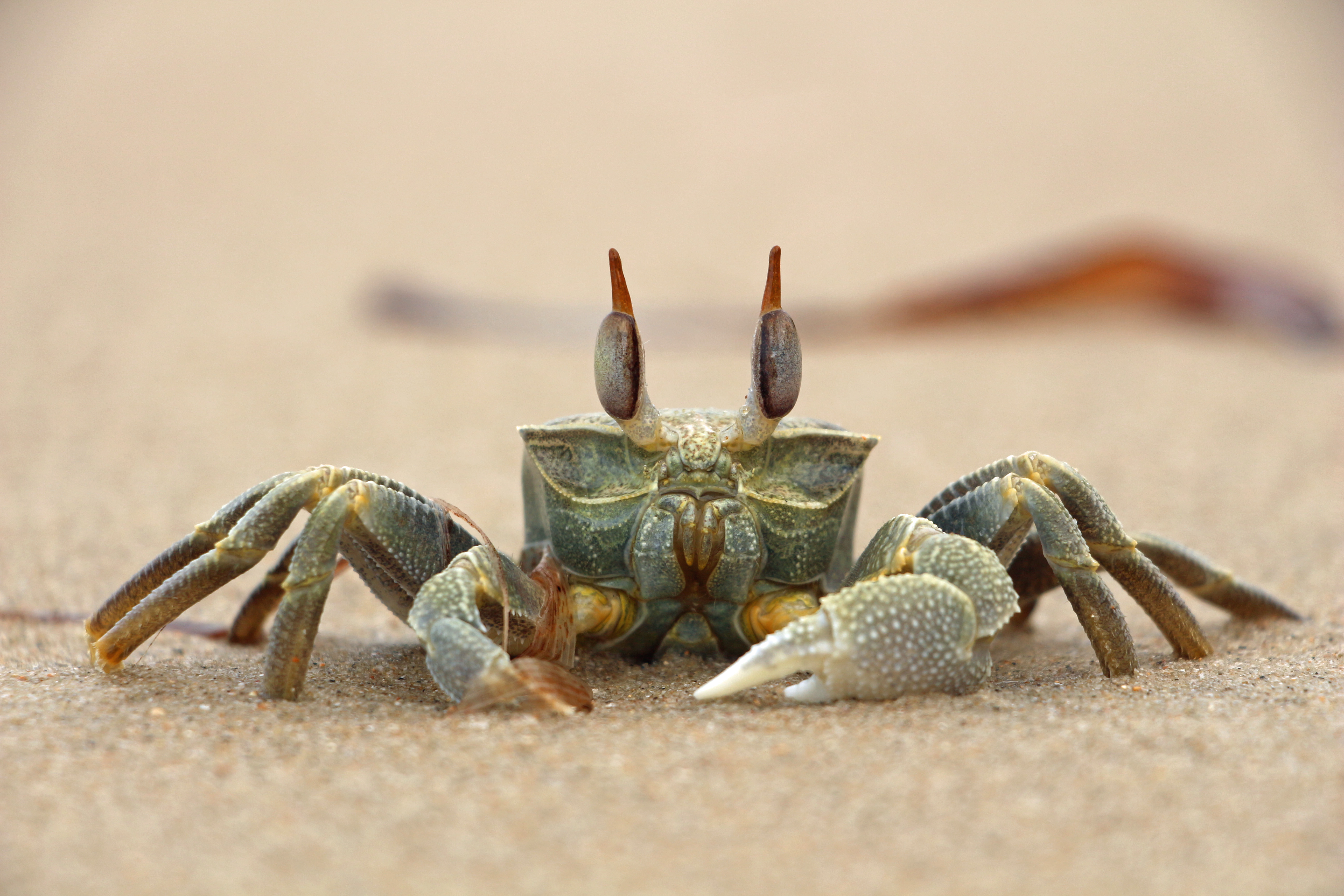
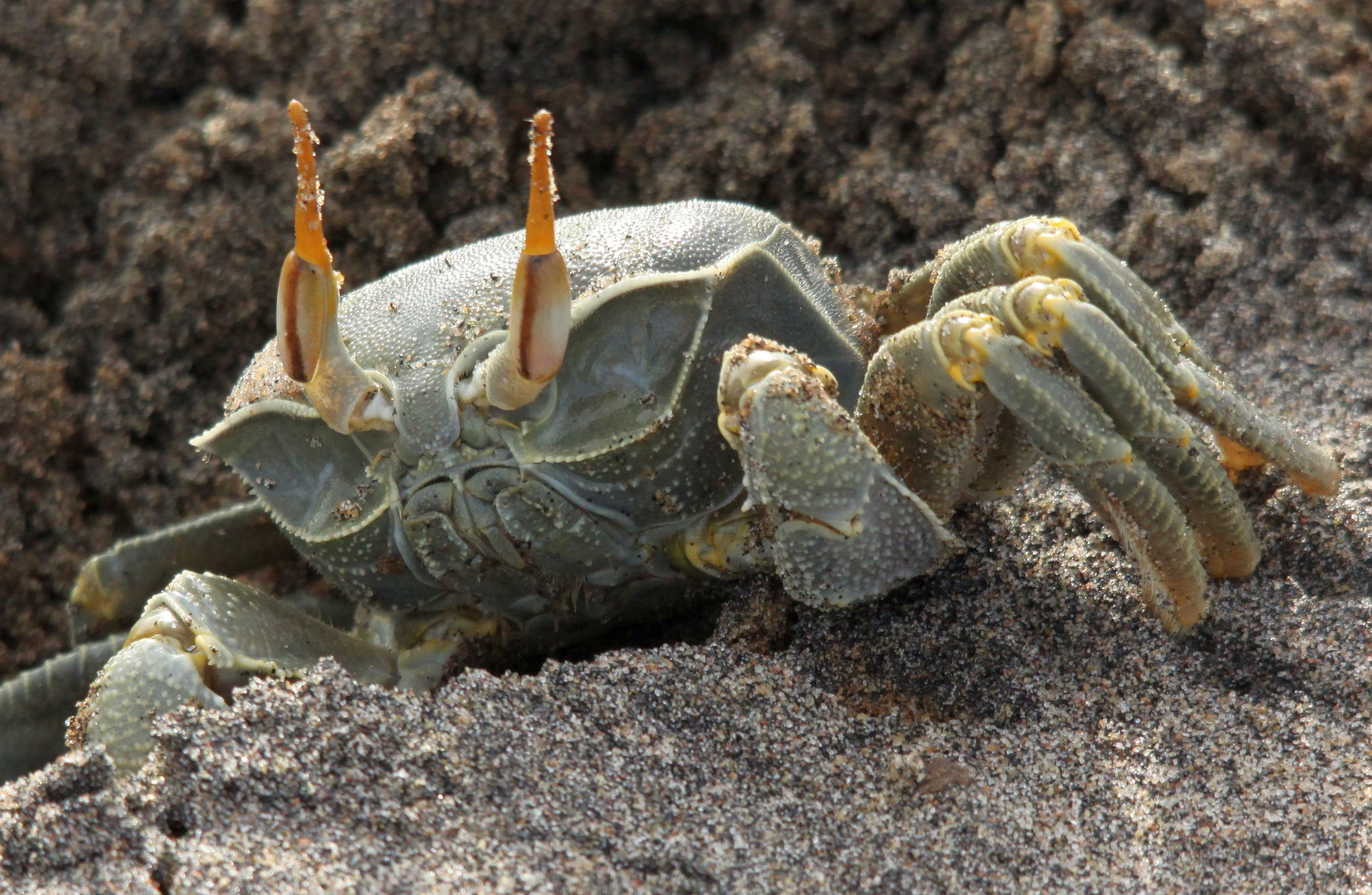
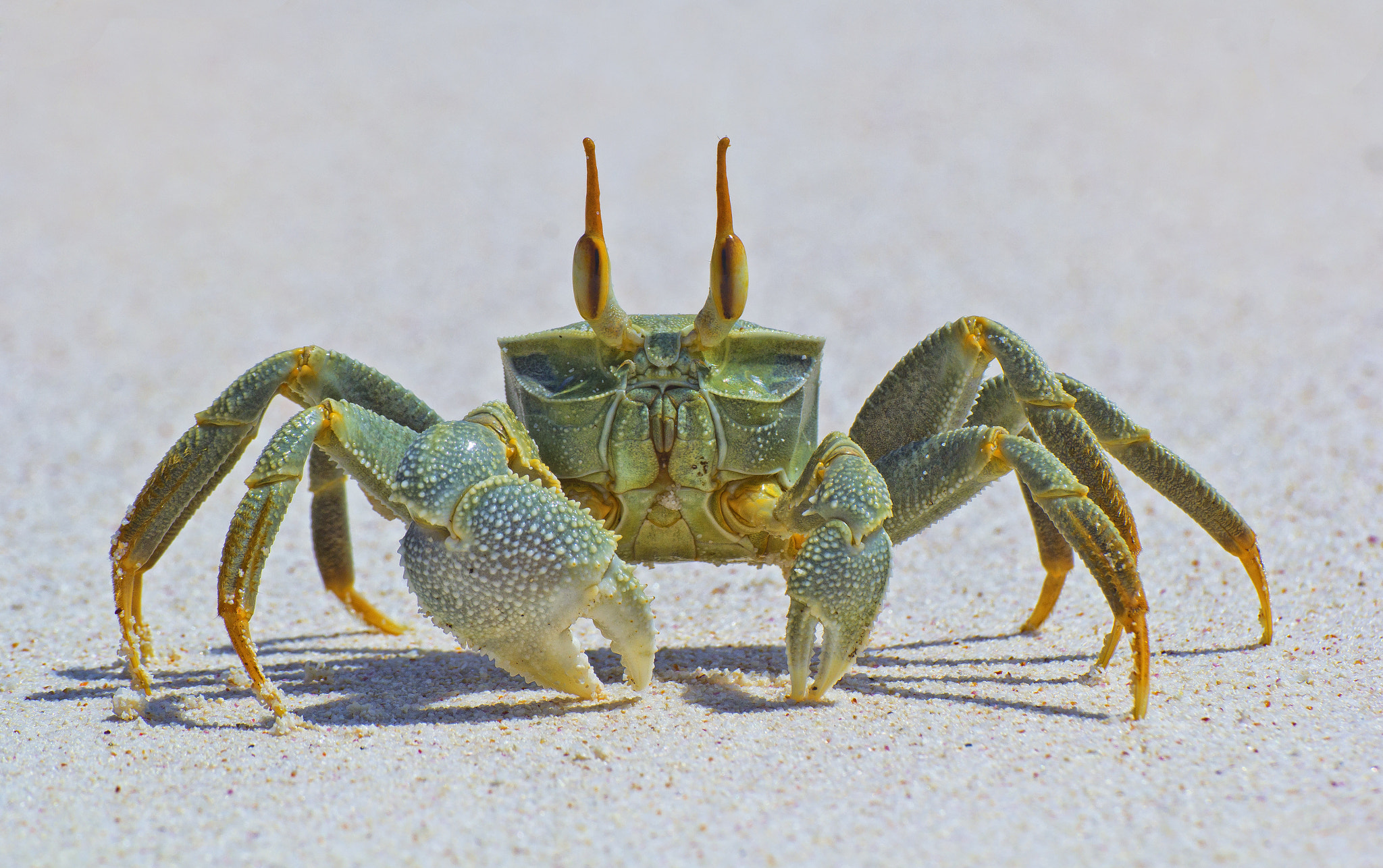
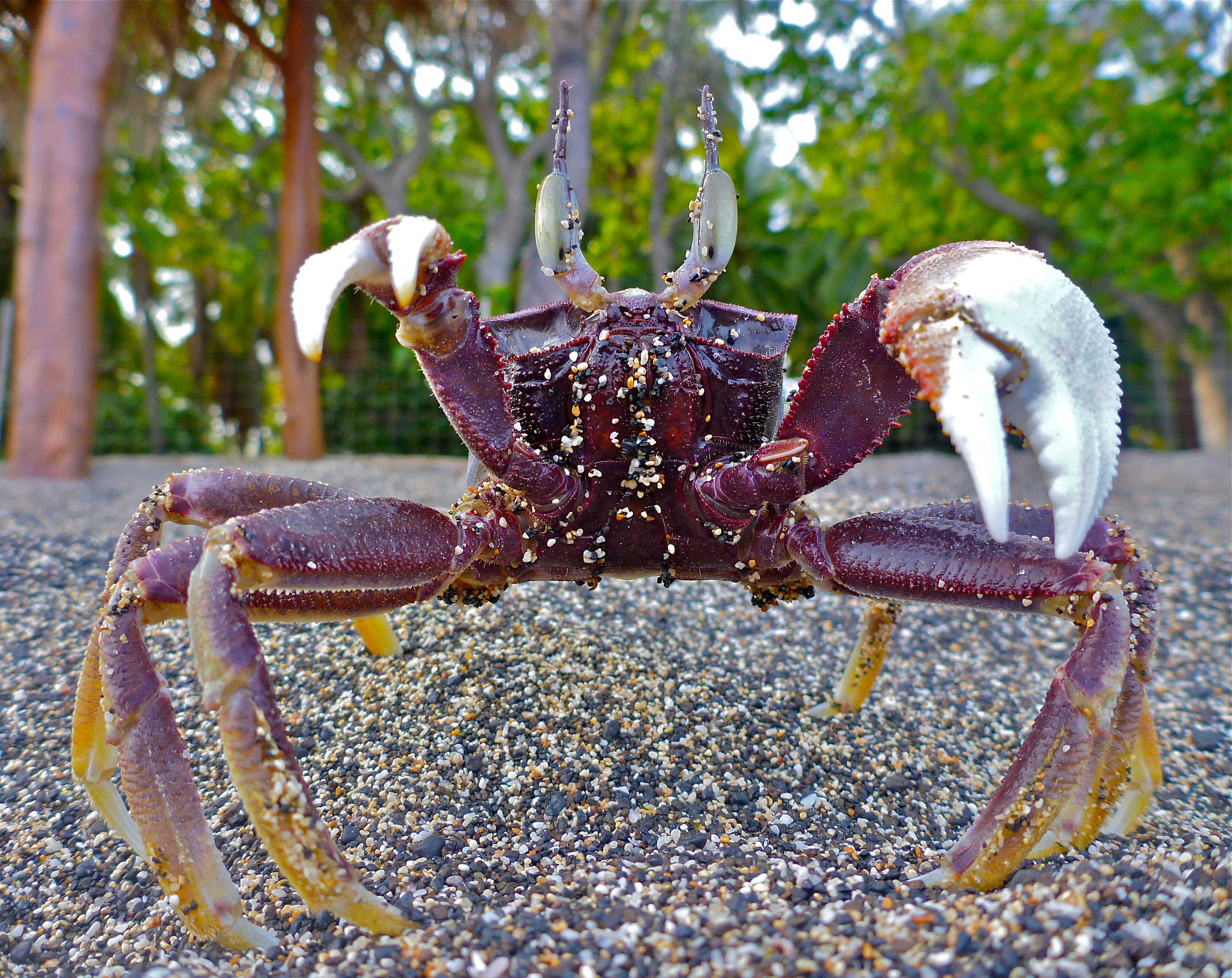

## Alimentation
Ils sortent la nuit de leurs terriers creusés dans le sable des estrans (zones intertidales), et ils partent à la recherche de charognes, de petits animaux, de débris de nourriture, ou de tout ce qu'ils peuvent trouver de comestible dans la laisse de mer. Les gros individus peuvent parfois cannibaliser les plus petits.

## Prédateurs
Ce crabe de mœurs terrestres est principalement la proie d'oiseaux marins, et d'autres crabes plus gros. Excellents coureurs, ils échappent à leurs prédateurs en se dissimulant sous le sable ou dans leurs terriers. 

## Répartition

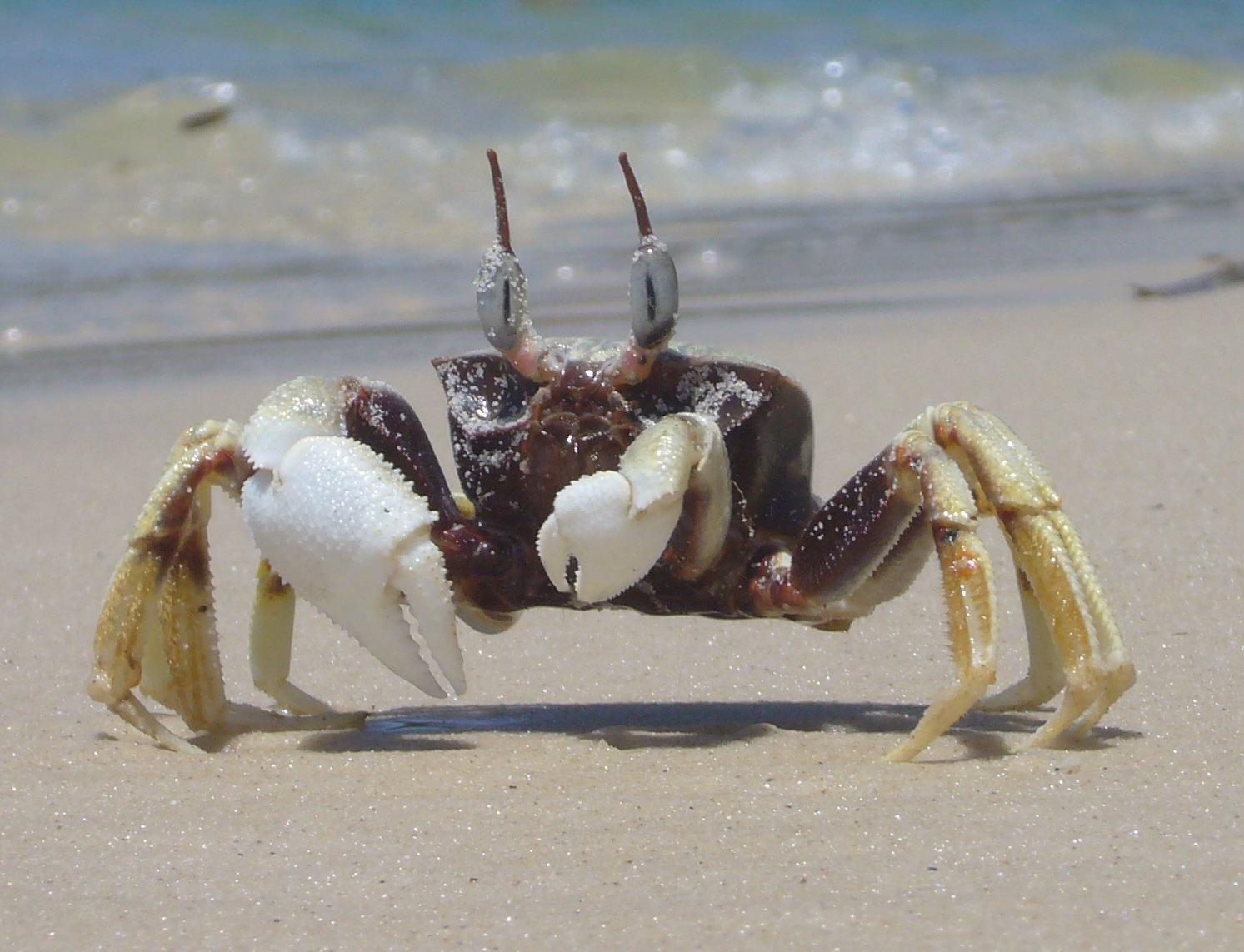
Spécimen australien.

Ce crabe est répandu dans tout l'Indo-Pacifique tropical corallien, de l'Afrique du Sud à la Polynésie,. 
Il est absent de Mer Rouge, remplacé notamment par Ocypode cordimanus.